# Навчально-науковий інститут міжнародних економічних відносин імені Б. Д. Гаврилишина
Навчально-науковий інститут міжнародних економічних відносин імені Б. Д. Гаврилишина Західноукраїнського національного університету створений 1988 року.
Базою навчально-наукового інституту міжнародних економічних відносин імені Б. Д. Гаврилишина ТНЕУ є навчально-лабораторний корпус № 1, що знаходиться за адресою: 46020, вул. Львівська, 11, каб.1206, м. Тернопіль.

## Історія
Історія створення Навчально-наукового інституту міжнародних економічних відносин ім. Б. Д. Гаврилишина є невід'ємною частиною багаторічної історії ТНЕУ. Саме написання літопису інституту розпочалося у 1988 р. з відкриття при факультеті підвищення кваліфікації Тернопільського фінансового економічного інституту відділення з перепідготовки кадрів (господарських керівників) підприємств та організацій, що отримали дозвіл на здійснення зовнішньоекономічної діяльності. Слухачі навчалися протягом 6 місяців з відривом від виробництва і отримали дипломи про вищу освіту за спеціальністю «організація та планування зовнішньоекономічної діяльності».
Активізація зовнішньоекономічної діяльності підприємств та потреба підготовки висококваліфікованих економічних кадрів зі знаннями іноземних мов стали поштовхом для відкриття факультету зовнішньоекономічної діяльності, датою створення якого є 21 грудня 1988 р. Перший набір контингенту здійснювався з числа студентів стаціонарної форми навчання, які пройшли тестування з іноземної мови і виявили бажання навчатися на цьому факультеті. Цього року за спеціальністю «менеджмент організацій» (спеціалізація «менеджмент ЗЕД») навчалося 25 студентів.
Новостворений факультет очолив заступник декана планово-економічного факультету, доцент кафедри господарського механізму, кандидат економічних наук Анатолій Михайлович Тибінь. Заступниками декана факультету в різні роки працювали: І. В. Демків — викладач кафедри німецької мови для ЗЕД; С. В. Братко — доцент кафедри економічної теорії; В. О. Мартинюк — ст. викладач кафедри міжнародної економіки, фінансово-кредитних відносин та маркетингу; Р. Б. Сивак — ст. викладач кафедри менеджменту; З. І. Домбровський — доцент кафедри менеджменту; Ю. П. Гуменюк — канд. екон. наук, ст. викладач кафедри міжнародної економіки, фінансово-кредитних відносин та маркетингу; Л. П. Кондрацька — канд. екон. наук, доцент кафедри менеджменту, А. А. Шевченко –канд. екон. наук, доцент кафедри менеджменту, Б. А. Камінський — канд. екон. наук, доцент кафедри менеджменту.
В структуру факультету зовнішньоекономічної діяльності входило чотири кафедри. Це були кафедри: менеджменту (завідувач кафедри — професор О. А. Устенко); міжнародної економіки, фінансово-кредитних відносин та маркетингу (завідувач кафедри — професор Є. В. Савельєв); англійської мови для ЗЕД (завідувач кафедри — доцент Ю. І. Фатєєва); німецької мови для ЗЕД (завідувач кафедри — доцент Л. Р. Вовк).
Перший випуск студентів денної форми навчання відбувся у 1992 р. Внаслідок посилення ролі економічної сфери в житті суспільства суттєво зростав потяг до здобуття економічної освіти. Тож цілком закономірно спостерігалася динаміка росту кількості студентів, а у 1995 р. відкрилося заочне відділення факультету, яке з часом розширило свої географічні межі. У м. Калуші (Івано-Франківська обл.), м. Нововолинську (Волинська обл.), м. Кам'янці-Подільському (Хмельницька обл.), м. Форосі (АР Крим), м. Львові були відкриті навчально-консультаційні пункти з метою навчання студентів-заочників. Потреби в підготовці фахівців високої кваліфікації зумовили необхідність відкриття ще трьох спеціальностей: «Міжнародна економіка», «Менеджмент зовнішньоекономічної діяльності», «Маркетинг».
Для зміцнення зв'язків між зарубіжними партнерами та факультетом, з метою встановлення нових міжнародних контактів у 1989 р. було створено відділ міжнародних зв'язків. Начальником відділу призначили канд. екон. наук, доцента В. П. Дяченка. У цей час були укладені угоди про співпрацю з вищими навчальними закладами Польщі, Болгарії, Великої Британії, Нідерландів. Факультет встановив ділові контакти з вишами Швейцарії, США, Німеччини, Канади, Франції, Фінляндії, Білорусі. Іноземні професори та науковці неодноразово запрошувалися до Тернополя для читання лекцій студентам. Реалії того часу виокремили проблему забезпечення студентів факультету роздатковим матеріалом з нових дисциплін, які читали закордонні викладачі. З метою оперативного виготовлення таких матеріалів 13 листопада 1991 р. було утворено лабораторію оперативного друку.
З 18 серпня 1992 р. факультет зовнішньоекономічної діяльності має нову назву — факультет міжнародного бізнесу та менеджменту.
У вересні 1993 р. при факультеті міжнародного бізнесу та менеджменту створено спеціалізовану бібліотеку іноземної літератури. Вагомий внесок у поповнення бібліотечного фонду зробили закордонні науковці, які читали лекції нашим студентам. Підручники надходили з Болгарії, Франції, Німеччини, США.
Наступним етапом історії факультету стало заснування у 1993 р. Українсько-Голландської вищої школи економіки та менеджменту як структурного підрозділу факультету міжнародного бізнесу та менеджменту з метою організації підготовки фахівців за двома спеціальностями: «Економіка та управління виробництвом» та «Управління міжнародним бізнесом». 24 травня 1995 р. на базі цієї школи було створено Українсько-Нідерландський економічний факультет економіки та менеджменту. Деканом було призначено доцента В. П. Дяченка. Перший випуск на факультеті відбувся у 1998 р. Усі випускники отримали сертифікати Утрехтської вищої школи економіки та менеджменту. У 1999 р. факультет очолила доцент кафедри менеджменту Гаврилюк-Єнсен Людмила Володимирівна (з жовтня 2005 р. Українсько-Нідерландський факультет економіки та менеджменту отримав статус окремого структурного підрозділу).
З проголошенням незалежності України значно розширилися можливості залучення іноземних спеціалістів для роботи на тривалий період (семестр, рік і більше). Так, з 1994 р. на факультеті на постійній основі працювали викладачі з американського Корпусу миру, які викладали найважливіші дисципліни англійською мовою. Упродовж 1993—1994 рр. із студентами факультету працював Річард Донеллі — представник американського «Громадського освітнього проекту», Денніс Міллер — викладач з коледжу Болдуїн (США).
У 1994 р. факультет трансформовано в Інститут міжнародного бізнесу та менеджменту(ІМБМ). Директор інституту, доцент А. М Тибінь створював належні умови, щоб студентство інституту мало змогу успішно навчатися, займатися науковою діяльністю, відпочивати. Традиційно студенти інституту стають учасниками міжнародних наукових студентських конференцій у м. Санкт-Галлен (Швейцарія), м. Томську (Росія), м. Мінськ (Білорусь), беруть активну участь в організації та роботі міжнародних студентських семінарів, наукових гуртків, дискусійних клубів.
На той час інтенсифікувались контакти інституту з університетами Німеччини, консультаційними та навчальними фірмами щодо підготовки менеджерів за спільними українсько-німецькими навчальними планами. У травні 1999 р. при Інституті міжнародного бізнесу та менеджменту було створено Українсько-Німецький центр економіки та менеджменту. Згодом засновано в структурі ІМБМ Українсько-Німецький економічний факультет. У 1999—2008 рр. деканами факультету були канд. екон. наук, доцент В. П. Дяченко, канд. екон. наук, доцент кафедри МЕФКВМ Л. В. Фарина, канд. екон. наук, доцент кафедри менеджменту В. Трілленберг (доцент DAAD). З 2008 р. Українсько-Німецький економічний факультет став працювати як самостійний структурний підрозділ університету.
Інтеграція України в світовий економічний простір висувала нові вимоги до підготовки спеціалістів у сфері економіки. Для підготовки фахівців з європеєзнавства у 2000 р. створено Центр європейських і міжнародних студій (ЦЄМС), який очолила канд. екон. наук, доцента кафедри менеджменту В. Є. Куриляк. Було передбачено відкриття спеціалізацій «Світова та європейська інтеграція» в рамках спеціальності «Міжнародна економіка», «Європейський менеджмент», «Менеджмент зовнішньоекономічної діяльності», а також спеціальності «Європейське право». У 2002 р.для організації навчального процесу та розміщення працівників ЦЄМС виділено корпус на бульварі Шевченка, 9. У ньому ж розмістилася редколегія новоствореного «Журналу європейської економіки». Головним редактором видання було призначено завідувача кафедри міжнародної економіки, д-ра екон. наук, професора Є. В. Савельєва.
З метою зростання іміджу ТАНГу в Україні та за кордоном і конкурентоспроможності випускників на українському ринку та зарубіжних ринках робочої сили в інституті з 2003 р. почали функціонувати англомовні програми навчання за спеціальністю «Міжнародна економіка». Навчальний процес забезпечували В. П. Дяченко, О. М. Ляшенко, В. Є. Куриляк, В. В. Мельник та ін.
Початок нового тисячоліття супроводжується змінами у всіх сферах життєдіяльності людства, знання та інтелект стають основними ресурсами, які забезпечать поступальний розвиток суспільства. Активно включається до проведення заходів з приєднання до Болонської конвенції і професорсько-викладацький склад інституту. Велика робота проводиться в рамках проектів TempusTacis. Успішно розвивається співпраця з вищими навчальними закладами багатьох країн, зокрема з університетами Великої Британії та Греції. З метою створення організаційних умов розширення діяльності з інтеграції ТАНГу в європейський освітній простір у 2004 р. був створений Українсько-Британсько-Грецький факультет міжнародної економіки і туризму.
Для роботи на міжнародних фінансових ринках в Інституті міжнародного бізнесу і менеджменту була відкрита магістерська програма «Міжнародне інвестування» в межах спеціальності «Менеджмент зовнішньоекономічної діяльності» (2005 р.). Викладання дисциплін забезпечували викладачі єдиної в Україні новоствореної кафедри фінансового інжинірингу, яку очолювала д-р екон. наук, професор О. М. Сохацька.
У зв'язку з утворенням на базі ТАНГ Тернопільского державного економічного університету у 2005 р. інститут міжнародного бізнесу та менеджменту було трансформовано у факультет міжнародного бізнесу і менеджменту. Восени цього ж року з метою удосконалення організаційної структури ТДЕУ відповідні факультети реорганізовано в Українсько-Німецьку програму двох дипломів, Українсько-Греко-Іспанську програму з міжнародного туризму та Англомовну програму з міжнародної економіки та туризму при ФМБМ. Науковим керівником програм був призначений д-р екон. наук, професор Є. В. Савельєв.
Підготовка фахівців для зарубіжних країн розпочалася у 2004 р. У ТНЕУ навчаютьсястуденти із країн Африки, Азії, та Південної Америки. Навчання здійснюється за спеціальністю «Міжнародна економіка» на факультеті міжнародного бізнесу і менеджменту та за спеціальністю"Комп'ютерні науки"на факультеті інформаційних та комп'ютерних технологій.
Невід'ємною ланкою навчального та виховного процесу факультету було самоврядування студентів. З 2004 р. головою Студентської ради ФМБМ була С. Липна, яка також була членом Всеукраїнської студентської ради.
У 2005 р. студентки III курсу Факультету міжнародного бізнесу та менеджменту, майстри спорту Н. Походай та Г. Гречин стали призерами чемпіонату України із сноуборду і вибороли, відповідно, перше та друге місця на Кубку Європи з цього виду спорту, що відбувся в Румунії. Студент IV курсу О. Мартинюк у 2005 р. здобув титул абсолютного чемпіона світу із пауерліфтингу серед юніорів.
У 2010 р. відбулися великі зміни в структурі університету, а саме 30 серпня 2010 р. на базі провідних факультетів, що реалізували міжнародні освітні програми було створено Навчально-науковий інститут міжнародних економічних відносин (ННІМЕВ). В структуру інституту увійшли: факультет міжнародного бізнесу і менеджменту; Українсько-Німецький економічний факультет; Українсько-Нідерландський факультет економіки та менеджменту, Англомовна програма з міжнародної економіки і туризму; відділ міжнародних програм; відділ перекладачів; відділ обліку і верифікації іноземних громадян. Зі структури факультету фінансів було виведено Українсько-Польську програму з фінансів та страхування; із структури факультету комп'ютерних інформаційних технологій виведено Українсько-Американську програму з комп'ютерних наук; зі структури факультету довузівської, післядипломної та магістерської підготовки виведено Українсько-Грецьку програму «Магістр з бізнес адміністрування» та підготовче відділення для іноземних громадян і введено їх до ННІМЕВ.
13 червня 2013 р. відбулася знакова зустріч студентства та викладачів ТНЕУ з Богданом Дмитровичем Гаврилишиним — людиною, яка попри свій поважний вік змушувала надихатися з його життєдайної внутрішньої сили і невтомного бажання пізнавати світ. Богдан Дмитрович Гаврилишин — видатний громадський діяч, член Римського клубу, фундатор економічного форуму в Давосі. На урочистій вченій раді, що відбулася одразу після зустрічі, було прийнято рішення про присвоєння імені Богдана Дмитровича Гаврилишина Навчально-науковому інституту міжнародних економічних відносин. Для Богдана Дмитровича це була справжня несподіванка, він наголосив, що великі надії покладає на покоління, яке сьогодні здобуває освіту, і переконаний, що їхній успіх залежить не лише від мудрих книг і досвідчених професорів, а й від атмосфери під час навчання. З цього часу інститут впевнено розгортає нові сторінки свого життя.
Повернення в ТНЕУ з Польщі канд. екон. наук, доцента Ігоря Михайловича Таранова та призначення його на посаду виконуючого обов'язки директора, а з 2014 р. — директора Навчально-наукового інституту міжнародних економічних відносин ім. Б. Д. Гаврилишина, внесло нову динаміку в життя інституту. Особливо багато уваги він приділяє роботі з студентами, налагодженню контактів з іноземними партнерами, володіє вродженим даром охопити все одразу, виокремлюючи з максимальною точністю головне і другорядне. Заступником директора інституту був призначений канд. екон. наук А. А. Шевченко, а згодом виконання обов'язків за цією посадою було розподілено між канд. екон. наук, доцентом Б. А. Камінським, канд. екон. наук М. Б. Нагарою; д-ром екон. наук, професором О. М. Сохацькою, канд. філ. наук, доцентом Н. В. Батрин, канд. екон. наук, ст. викладачем О. М. Войтенком (Україно-Нідерландська факультет-програма); д-ром ліс.-г. наук, професором Ю. І. Гайдою, канд. екон. наук, доцентом А. О. Рожко (Україно-Німецька факультет-програма).
Чергові зміни у структурі інституту відбулися у 2013 р. До складу інституту входить Українсько-Нідерландська факультет-програма;Українсько-Німецька факультет-програма;Англомовна програма з міжнародної економіки; Українсько-Американська програма з комп'ютерних наук; Українсько-Грецька програма «Магістр з бізнес-адміністрування»; українсько-Польська програма; відділ обслуговування студентів; відділ освітніх послуг для іноземних громадян; міжнародний тренінг-центр; сектор міжнародної мобільності; «Журнал європейської економіки».
Маючи порівняно молодий вік та традиції якісної підготовки фахівців Навчально-науковий інститут міжнародних економічних відносин ім. Б. Д. Гаврилишина ТНЕУ набув авторитету та загального визнання в Україні.

## Сучасність
Навчально-науковий інститут міжнародних економічних відносин ім. Б. Д. Гаврилишина сьогодні є одним з найбільших і найавторитетніших в університеті. Нагромаджений досвід, професіоналізм викладачів та співробітників інституту, динаміка розвитку, конкурентоспроможність випускників як у нашій країні, так і закордоном дали змогу інституту стати потужним центром підготовки кваліфікованих фахівців у сфері міжнародної економіки, міжнародних економічних відносин, міжнародного бізнесу, міжнародного маркетингу, міжнародного менеджменту, міжнародного туризму таготельно-ресторанної справи.
Навчальний процес забезпечують 57 викладачів трьох профільних кафедр інституту, серед яких 6 докторів та 41 кандидатів наук, здобувають знання 952 студента, з яких 840 вітчизняних та 112 іноземних.
Викладання предметів проводиться українською, англійською, німецькою та польською мовами за кредитно-модульною системою і типовими навчальними планами, затвердженими для спеціальностей «Економіка» («Міжнародна економіка»), «Міжнародні економічні відносини», «Туризм», «Готельно-ресторанна справа». Відповідно до типових програм колективами кафедр підготовлені робочі навчальні програми, методичні вказівки, банки тестових завдань, матеріали підготовки до лекцій та практичних занять, що розміщені на web-сторінках кафедр інституту, бібліотеки ТНЕУ.
Навчальний процес в інституті здійснюється з використанням традиційних та сучасних методик навчання, у тому числі методики кейсів, тренінгових технологій, модерацій, презентацій, сучасних комп'ютерних та інформаційних технологій, мультимедійних засобів навчання.
Не одна сторінка життя інституту пов'язана з іменем Богдана Дмитровича Гаврилишина. Великою популярністю користується серед студентства Навчально-наукового інституту міжнародних економічних відносин ім. Б. Д. Гаврилишина ТНЕУ іменна стипендія надана Благодійним Фондом Богдана Гаврилишина, яка дає шанс молоді самореалізуватися у різних сферах їхнього життя. На сьогоднішній час три іменні стипендії у розмірі 5000 грн. на семестр отримують студенти інституту. Спілкувавшись з студентством інституту, під час своїх візитів в Тернопіль, Богдан Дмитрович неодноразово наголошував:
|  | Гроші — це не цінність, вони є лише інструментом на шляху до справжніх цінностей. Використовувати їх за істинним призначенням — це мистецтво, якому потрібно вчитися |

Своїми здобутками студенти ННІМЕВ ім. Б. Д. Гаврилишина постійно підтверджують, що вони неординарні, ерудовані та всебічно обдаровані, готові стати людьми нового покоління і дійсно заслуговують право отримувати ці стипендії.
З 2014 р. студенти інституту мають можливість брати участь в програмі «Молодь змінить Україну», яка є ініційована Благодійним фондом Богдана Гаврилишина. Програма покликана підготувати професійну молодь, що буде здатна трансформувати Україну в майбутньому шляхом впровадження запозиченого досвіду з високорозвинених європейських країн, в яких існує повна політична свобода, високий рівень економічного добробуту, соціальна справедливість та екологічна свідомість громадян. У 2015 р. команда студентів інституту успішно пройшла всі етапи конкурсного відбору, виборола можливість побувати в Швейцарії та отримати там неоціненний досвід у сфері демократичного державотворення для того, щоб згодом втілити його в Україні.
Одним із напрямів діяльності інституту є координація, організаційне та науково-методичне забезпечення роботи з обдарованою молоддю, створення сприятливих умов для розвитку і реалізації творчих здібностей студентів, залучення їх до активної науково-дослідної діяльності у процесі навчання в університеті.
В інституті діють наукові товариства. Студенти беруть активну участь у науковій роботі. Результати наукових досягнень студентів інституту висвітлені у доповідях та збірниках матеріалів щорічних всеукраїнських та міжнародних конференціях студентів та молодих вчених.
Студенти інституту неодноразово беруть участь у проведенні наукових досліджень, адже гармонійний та усебічний розвиток особистості неможливий без наукової діяльності. Під керівництвом викладачів, студенти ННІМЕВ займають призові місця як в конкурсах, олімпіадах і конференціях, які проводиться в ТНЕУ, так і в тих, що проводять інші вищі навчальні заклади. Так, варто відзначити Юрчак Христину, яка у 2015 р. посіла III місце у другому турі Всеукраїнської студентської олімпіади зі спеціальності «Маркетинг» за рівнем «Вища освіта». Явич Вадим виборов 2-ге місце та Щеголева Олена отримала перемогу у номінації «Менеджер-аналітик» у II етапі Всеукраїнської студентської олімпіади зі спеціальності «Менеджмент зовнішньоекономічної діяльності». Гордістю інституту є Вітюк Лілія, студентка 2 курсу, яка стала переможцем міжнародного молодіжного проекту «Створюємо майбутнє — зміцнюємо довіру: молодіжна співпраця у країнах Східного партнерства», який був проведений Радою німців України разом із німецькою федеральною компанією Deutsche Gesellschaft für Zusammenarbeit (GIZ) GmbH.Не раз студенти інституту були фіналістами Міжнародного студентського конкурсу з інвестиційних досліджень CFA Institute Research Challenge in Ukraine.
Вже стало доброю традицією інституту запрошувати лекторів з країн вузів-партнерів для читання відкритих лекцій, варто відзначити лекції доктора Гданського університету Войчєха Бізона, депутата Європейського парламенту, професора Павла Залєвського, професора Дрезденського технічного університету Вольфганга Ура, доктора Дрезденського технічного університету Маттіаса Льозе, професора Оргуської школи бізнесу Бярне Ліхтера.
Інститут бере активну участь у реалізації програм академічної мобільності (обмін студентами та викладачами із зарубіжними партнерами в межах інтегрованих навчальних планів, програм практик та стажування, підвищення кваліфікації, програм двох дипломів, «Польський Еразмус для України», «Erasmus+», «Universities Network» та інші).
Важливу роль відіграє інститут у формуванні студентів, як відповідальних, свідомих та освічених особистостей, які впевнено зможуть будувати громадянське суспільство. З 2015 р. за сприяння ректора ТНЕУ та за ініціативи ННІМЕВ ім. Б. Д. Гаврилишина студенти інституту беруть участь у «Естафеті єднання студентства Півдня та Заходу України». Естафета започаткована колективом факультету економіки Миколаївського національного університету ім. В. О. Сухомлинського, а Навчально-науковий інститут міжнародних економічних відносин ім. Б. Д. Гаврилишина став її продовжувачем. В рамках естафети студенти ННІМЕВ ім. Б. Д. Гаврилишина неодноразово запрошували до себе студентів з МНУ ім. В. О. Сухомлинського, а також побували у них в м. Миколаєві. Участь у даному проекті допомагає студентам формувати дружні партнерські відносини, дає змогу обмінюватись досвідом.
З 2014 р. в інституті започатковано новий формат святкування міжнародного Дня студента. В рамках відзначення цього свята проводилися засідання круглого столу «Студентські діалоги» за участі іноземних колег-науковців та у 2015 р. вперше був проведений науковий захід під назвою «InternationalStudents’ Exchange ExperienceDay» та реалізований спільно з партнерами з Миколаївського національного університету ім. В. О. Сухомлинського, Вроцлавського економічного університету (Польща), Ґданського університету (Польща).
Опанування студентами ділової іноземної мови дає змогу зміцнювати та поглиблювати міжнародні зв'язки. За сприяння директора ННІМЕВ ім. Б. Д. Гаврилишина та з ініціативи студентів інституту було створено «Multicultural International Student Speaking Club» (MISSC). Ставши учасником розмовного клубу студенти мають змогу вдосконалити іноземну мову, збільшити словниковий запас та усунути бар'єри між представниками різних культур.
В інституті створені всі умови для навчання, професійного і особистісного розвитку. Студенти не тільки наполегливо вивчають і опановують майбутні спеціальності, але і займаються спортом, беруть участь у гуртках художньої самодіяльності, тобто вміють активно відпочивати. ННІМЕВ ім. Б. Д. Гаврилишина має свою жіночу команду з баскетболу, яка неодноразово виборювала призові місця у щорічних студентських спартакіадах, що проводяться в ТНЕУ. Серед студентів інституту і відома переможниця змагань світового рівня з біатлону А. Меркушина.
На базі ННІМЕВ ім. Б. Д. Гаврилишина ТНЕУ за підтримки ректора університету, д-ра екон. наук, професора А. І. Крисоватого 18 листопада 2015 р. відбулася урочиста інаугурація Міжнародного дитячого університету «OECONOMUS». Понад 180 дітей, віком від 6 до 16 років, виявили бажання стати слухачами новоствореного університету при прогнозованій кількості учасників 50 осіб. Слухачі обирали між факультетами: міжнародного туризму; міжнародного бізнесу; міжнародного менеджменту і маркетингу; іноземних мов; міжнародної економіки. Перші заняття були проведені в січні 2016 р. Заняття проводять найкращівчені та фахівці ННІМЕВ ім. Б. Д. Гаврилишина, а також партнерські кафедри, закордонні фахівці та студенти інституту.
В інституті діє студентське самоврядування. Перша виборча конференція студентської ради Навчально-наукового інституту міжнародних економічних відносин ім. Б. Д. Гаврилишина відбулася в квітні 2014 р. Під час конференції були обрані голови усіх органів студентського самоврядування. Першим студентським директором стала Н. Цаль, студентка гр. МЕЄЕ-22, а у 2015 р. на цю посаду було обрано О. Шкабарніцького, студента гр. МІ-21, з 2016 р. — Н. Цаль (ст. гр. ЕМЕм-11), з 2017 по сьогодні — А. Приймич. В структурі студентського самоврядування діють комісії, що вирішують питання, пов'язані з навчальним процесом, проживанням студентів у гуртожитку, організацією спортивних та культурно-мистецьких заходів, дозвіллям.
Максимум зусиль прикладає адміністрація інституту для того, щоб згуртувати студентську спільноту вже з першого курсу. Студенти разом з викладачами факультету відвідують чарівні закутки нашої країни. Набираються позитивних вражень та сил для навчання в мальовничих Карпатах, беруть участь у розважально-виховних заходах таких як «Студентська ліра», «Ми — нова генерація», турнірах «Що? Де? Коли?», «Ніч на Міжнародному», КВН. Цікаве дозвілля у поєднанні з навчанням забезпечує студентам інституту незабутні студентські роки.
|  |  |  |

## Кадровий склад
- Ірина Олегівна Іващук — директор Навчально-наукового інституту міжнародних економічних відносин ім. Б. Д. Гаврилишина, доктор економічних наук, професор;
- Живко Максим Андрійович — заступник директора Навчально-наукового інституту міжнародних економічних відносин ім. Б. Д. Гаврилишина, кандидат економічних наук;
- Жукорська Ярина Михайлівна — заступник директора Навчально-наукового інституту міжнародних економічних відносин ім. Б. Д. Гаврилишина, кандидак юридичних наук, доцент.

Центр обслуговування студентів:
- Любов Шедлівська — керівник
- Ірина Василівна Борук
- Галина Федорівна Вівчар
- Ольга Вікторівна Матуш
- Ірина Леонідівна Югова

Декани (директори):
- Анатолій Михайлович Тибінь — 1988—2014;
- Ігор Михайлович Таранов — від 2014 — 2018;
- Ірина Олегівна Іващук — від 2018 — донині;.

## Підрозділи

### Англомовна програма з міжнародної економіки і туризму[2]
Англомовна програма з міжнародної економіки і туризму, координована кандидатом економічних наук, доцентом Наталією Володимирівною Комар. Програма призначена для навчання як українських, так і іноземних студентів, тому її випускники можуть працювати як в Україні, так і за кордоном. Випускники програми не лише знають господарські особливості зовнішньоекономічної діяльності, але й володіють англійською та, як мінімум, однією із трьох європейських мов — німецькою, французькою або італійською, вміють працювати відповідно до стандартів міжнародних компаній, знають їхню корпоративну культуру, особливості ведення обліку та програмного забезпечення. Крім навчальних дисциплін прикладного характеру студенти отримують фундаментальну підготовку з теорії та практики міжнародної торгівлі, економіки зарубіжних країн, основ зовнішньоторговельної політики та ціноутворення. Сфера діяльності фахівців — це організаційно-управлінська та аналітична робота у представництвах та філіях іноземних компаній в Україні та за кордоном; робота із реалізації спільних інвестиційних, торгово-економічних та туристичних проектів із зарубіжними партнерами; забезпечення діяльності спільних підприємств, інвестиційних та туристичних строкових компаній, банків; організаційно-управлінська робота із забезпечення функціонування готельно-туристичного, ресторанного та сервісного бізнесу; здійснення навчальних турів з вивчення іноземних мов, історії, особливостей перекладу тощо.

### Українсько–німецька факультет–програма
Українсько-німецька факультет-програма, координована кандидатом педагогічних наук, доцентом Олесею Богданівною Служинською. Угодами про співпрацю ТНЕУ з іншими навчальними закладами передбачається обмін студентами і викладачами, навчально-методичними планами, програмами та науковою літературою, проведення спільних дослідницьких проектів, наукових конференцій, симпозіумів, міжнародних тижнів, «круглих столів» тощо. Нині факультет-програма співпрацює з Дрезденським технічним університетом (Німеччина), Університетом прикладних наук (м. Дортмунд, Німеччина), Німецькою академічною службою обмінів DAAD (м. Бонн, Німеччина), Австрійською служба академічних обмінів OEAD (м. Відень, Австрія).
Українсько-німецька факультет-програма пропонує: навчання за державним замовленням або на контрактній основі; можливість паралельного навчання за іншими напрямами підготовки та спеціальностями в ТНЕУ; інтенсивне вивчення німецької й англійської мов з початкового рівня та викладання окремих дисциплін професійної підготовки іноземними мовами; можливість вибору німецької мови в якості першої іноземної мови, що дає можливість навчатись за Інтегрованими навчальними планами, допомога німецьких туторів в опануванні навичок спілкування; поглиблення знань іноземної мови у літніх мовних школах Німеччини та Австрії; високий рівень підготовки елітних кадрів з міжнародної економіки. Навчання на факультеті здійснюється за вдосконаленими навчальними планами із врахуванням досвіду університетів-партнерів, поєднуючи переваги європейської та української систем підготовки фахівців; хороші шанси проходження виробничої практики та переддипломного стажування на спільних українсько-німецьких підприємствах, у фінансово-кредитних установах тощо; мобільність студентів (наші студенти мають можливість навчатися і проходити зарубіжне стажування в університетах Німеччини та Австрії; викладання на факультет-програмі частково проводиться професорсько-викладацьким складом Технічного університету м. Дрезден); міжнародне співробітництво (партнерами факультет-програми є: економічний факультет Дрезденського технічного університету; Дортмундський університет прикладних наук; Німецька служба академічних обмінів (DAAD); Посольство Німеччини в Україні; громадські організації та представництва фондів Німеччини в Україні); цікаве й різнопланове навчання (наші студенти займаються в сучасних інтерактивних аудиторіях, користуються цінним бібліотечним фондом, демонструють творчі і спортивні досягнення).

### Українсько–американська програма з комп'ютерних наук
Україно-американська програма з комп'ютерних наук, координатором якої є доцент Турченко Ірина Василівна. УАП має угоди про співпрацю і обмін студентами з наступними університетами: UMaine (США), University of South Carolina Upstate (США), University of Siegen (Німеччина), Kaunas University of Technology (Литва), Technical University of Sofia (Болгарія) та іншими.

### Українсько–польська програма
Україно-польська програма, координатором якої є кандидат економічних наук Ірина Маркіянівна Щирба. Переваги навчання на УПП: семестрове навчання у польських ВНЗ-партнерах (безкоштовно); стажування українських студентів у польських інституціях (безкоштовно); участь у Літній школі польської мови і культури; участь у спільних міжнародних наукових конференціях; організація українсько-польського студентського форуму; можливості публікації наукових статей у наукових збірниках, що видаються ТНЕУ та вузами Польщі, з якими співпрацює Українсько-польська програма; участь у спільних волонтерських проектах, які реалізуються у країнах Євросоюзу.

### Кафедра міжнародного туризму та готельного бізнесу[3]
Кафедра міжнародного туризму та готельного бізнесу, очолювана доктором економічних наук Гуменюком Юрієм Петровичем. Кафедра здійснює підготовку фахівців із спеціальностей «Готельно-ресторанна справа» і «Туризм» («Міжнародний туризм»).
Студенти мають змогу проходити практику у провідних бізнес-структурах регіону, брати участь у студентських програмах обміну з європейськими університетами: Aarhus School of Business (Данія), Inholland University (Королівство Нідерланди), Leeds Business School, Leeds Metropolitan University (Велика Британія), Jönköping International Business School, Jönköping University, (Швеція), University of Applied Sciences (FH) bfi Vienna (Австрія), Institute Superior de Commerce International de Dunkerque (Франція). Вже починаючи з другого курсу студенти мають унікальну змогу закріпити теоретичні знання реальною практикою в туристично-рекреаційних комплексах та готелях високого класу України, Греції, Болгарії та Туреччини. Студенти спеціальностей «Готельно-ресторанна справа» і «Міжнародний туризм», проходять практику в готельно-туристичних та ресторанних закладах України, зокрема на гірськолижному та СПА-курорті Буковель, в дитячих таборах, готелях та базах відпочинку.

### Кафедра міжнародної економіки
Кафедра міжнародної економіки, очолювана доктором економічних наук, професором Куриляк Віталіною Євгенівною. Кафедра здійснює підготовку фахівців за спеціальністю «Міжнародна економіка» підготовки бакалаврів із фахових спрямувань: «Європейська економіка», «Світова економіка та міжнародне право», «Міжнародні фінанси», «Міжнародний туризм», а також магістрів за одноіменними програмами.
Триває плідна співпраця між професорсько-викладацьким складом кафедри з економічним факультетом Дрезденського технічного університету (ФРН), яка була започаткована інтегрованою німецько-україномовною програмою двох дипломів з міжнародної економіки.
Значна увага приділяється реалізації міжнародних проектів з іноземними партнерами: Університет ім. Й.-В. Гете (м. Франкфурт-на-Майні, Німеччина), Університет ім. Еразмуса (м. Роттердам, Нідерланди), Вища школа економіки Роттердамського університету (м. Роттердам, Нідерланди), Університет Матея Бела (м. Банська Бистриця, Словацька Республіка), Університет національного і світового господарства (м. Софія, Республіка Болгарія), Лодзький університет (м. Лодзь, Республіка Польща), Новосибірський державний університет (м. Новосибірськ, Російська Федерація), Інститут економіки і організації промислового виробництва, Сибірська філія РАН (м. Новосибірськ, Російська Федерація).
В порядку реалізації чергового етапу довготривалого наукового співробітництва, за активної участі кафедри спільно з іноземними партнерами проводяться Міжнародні конференції щорічно.

### Міжнародний тренінг-центр
Працівники підрозділу займаються організацією та проведенням тренінгів, презентаційних тренінгів, семінарів для підвищення кваліфікаційного рівня, досягнення гармонізації професійного і особистісного життя учасників, зміни їх поведінкового стереотипу, надання емоційної підтримки учасникам заходів, надання допомоги у вирішенні проблем працевлаштування і побудови професійної кар'єри. Для проведення тренінгів запрошуються представники ІТ-компаній (MagneticOne, Zoom Support Ukraine), крюінгових компаній (Global Marine Service), банків («Райффайзен Банком Аваль», «Приват Банк») та інші.

### Підготовче відділення для іноземних громадян
Підготовче відділення для іноземних громадян, очолюване Тетяною Миколаївною Янковою. Підготовче відділення для іноземних громадян здійснює освітню діяльність з підготовки іноземних громадян, в основі якої є: вивчення української (англійської) мови, математики, основ економіки, інформатики та обчислювальної техніки, економічної та соціальної географії відповідно до Навчальних планів та програм, рекомендованих Навчально-методичною комісією з підготовки іноземних громадян МОН України та затверджених Міністерством освіти і науки України; соціально-психологічна, соціокультурна та лінгвістична адаптація іноземців до умов навчання у ВНЗ України; забезпечення культурного та духовного розвитку особистості, виховання слухачів, які навчаються на ПВІГ, в дусі гуманізму, політ коректності та толерантності у стосунках з представниками інших національностей.

### Відділ освітніх послуг для іноземних громадян
Відділ освітніх послуг для іноземних громадян, начальником якого є Лариса Віталіївна Веретельник, здійснює облік та ведення документації іноземних громадян, які навчаються в ТНЕУ. Головні напрямки діяльності відділу: вивчення закордонного ринку освітніх послуг; сприяння в укладанні угод між посередниками та університетом; проведення профорієнтаційної роботи з іноземними абітурієнтами та організація роз'яснювальних семінарів для потенційних абітурієнтів у країнах їх проживання; оформлення, реєстрація та видача запрошень на навчання й співробітництво з УДЦМО МОН України; консультаційно-інформативна робота щодо оформлення в'їзної документації, співпраця з Державною прикордонною службою України у питаннях проходження державного кордону іноземними абітурієнтами; організація зустрічей запрошених на навчання осіб в аеропорту, їх поселення в гуртожитки ТНЕУ та оформлення документів для вступу в університет; співпраця з органами УДМС України в Тернопільській області в оформленні посвідок на тимчасове проживання в Україні, продовження термінів перебування на території України та реєстрації місця проживання та розв'язання конфліктних ситуацій, пов'язаних з навчанням та проживанням іноземних громадян на території України.

## Вчена рада інституту
Склад вченої ради інституту на 2017/2018 навчальний рік:
- професор Ірина Олегівна Іващук — голова,
- доцент Світлана Володимирівна Вовк — заступник,
- Тетяна Володимирівна Бучинська — секретар,
- доцент Леся Богданівна Служинська,
- професор Василь Ярославович Брич,
- професор Віталіна Євгенівна Куриляк,
- професор Євген Васильович Савельєв,
- професор Олена Миколаївна Сохацька,
- професор Юрій Петрович Гуменюк,
- доцент Марія Володимирівна Лизун,
- доцент Володимир Степанович Мазур,
- Любов Богданівна Шедлівська,
- Безкоровайний Олег Андрійович
- Приймич Андрій Павлович

## Відомі випускники
- Т. І. Слободян — Герой України з удостоєнням ордена «Золота Зірка» (посмертно), випуск 2005 р.;
- М. Й. Головко — громадський і політичний діяч, голова обласної громадської організації «Твереза Тернопільщина»[4], заступник голови Тернопільської обласної організації ВО «Свобода», Народний депутат України 7-го і 8-го скликань;
- А. М. Мацола — український підприємець, пивовар, засновник, співвласник та голова наглядової ради «Першої приватної броварні», меценат і громадський діяч, випуск 2001 р.
- Р. М. Мацола — український політик, громадський діяч, меценат, народний депутат України, засновник Громадської організації «Інститут солідарності громад»;
- Е. Е. Романюта — український співак, учасник «Євробачення-2015»;
- О. М. Соліс — заступник директора з підбору і розстановки кадрів міжнародної корпорації «MITTAL-ARCELOR» (Франція), випуск 1996 р.
- О. Г. Лебединський — професор університету WESTERN KENTUCKY UNIVERSITY (США), випуск 1995 р.
- В. О. Габель — директора ТзОВ «Вінісін», випуск 2002 р.
- Р. І. Кульбаба — директор компанії «Статус Про», випускник 2002 р.
- Ю. Ю. Орсаг — директор Ужгородської філії АКБ «Східно-Європейський банк», випуск 2002 р.
- О. П. Бабій — голова правління АТ «Агрофос», випуск 1996 р.
- О. І. Стрижак — директор ТФ АТ «Укрінбанк», випуск 1997 р.
- С. Ю. Степанчук — доктор філософських наук, Університет м. Лозанна (Швейцарія), випуск 2000 р.;
- П. О. Товарніцький — помічник Голови Координаційної Ради при Президентові України, випуск 1997 р.
- О. А. Федорейко — директор СП «Біллербек Україна перо-пухова фабрика», випуск 1996 р.
- В. Д. Данилків — фінансовий директор ПАТ «Хмельницькобленерго», випуск 1995 р.
- О. В. Аляб'єв — Начальник Мінського відділення КМФ АКБ «Укрсоцбанк», засновник ТОВ «Т.Д», засновник ПП «Бюро Абрис», засновник ТОВ «Колектифф», Член громадської організації «Землярство Буковини», член Асоціації «Спортивна індустрія України», випуск 2006 р.